# Lintulampi (sjö i Lappland)
Lintulampi är en sjö i Finland. Den ligger i kommunen Sodankylä i landskapet Lappland, i den norra delen av landet, 800 km norr om huvudstaden Helsingfors. Lintulampi ligger 214 meter över havet. Arean är 56,6 hektar och strandlinjen är 3,31 kilometer lång. Sjön  ingår i Kemi älvs huvudavrinningsområde.   Den ligger vid sjön Sallinkijärvi. 
I övrigt finns följande vid Lintulampi:
- Riipijärvi (en sjö)